# Efektywność dynamiczna
Efektywność dynamiczna - można wyróżnić dwa rodzaje efektywności dynamicznej: efektywność adaptacyjna i efektywność innowacyjna.
Efektywność adaptacyjna to zdolność stopniowego dostosowania się do zmian zachodzących w otoczeniu. Termin ten został wprowadzony przez Alchiana w 1950 roku. Efektywność adaptacyjna oznacza również umiejętność rozpoznawania natury pojawiających się problemów oraz umiejętność ich właściwego rozwiązania. 
Efektywność innowacyjna to zdolność do wprowadzania innowacji, czyli metod usprawniających produkcję, bądź też zmniejszających jej koszty na przykład poprzez zastosowanie nowych technologii. 
Możemy zatem wyróżnić dwa rodzaje efektywności innowacyjnej: 
- innowacja technologiczna
- innowacja produktowa